# Angela Zachepa
Angela Zachepa-Muluzi (sinh năm 1983) là một kế toán viên và chính trị gia người Malawia. Cô là cựu thành viên của Quốc hội cho khu vực Đông Bắc Blantyre. Năm 2004, Zachepa được bầu làm một thành viên của Quốc hội trong Malawi ở tuổi 21, khiến cô trở thành thành viên trẻ nhất của Quốc hội bao giờ ở Malawi và một Baby of the House.
Cô ấy đã mất ghế vào năm 2009 trước Cecelia Chanzama, kết quả của nó đang bị tranh cãi và như Zachepa đã lưu ý: Đăng Chúng tôi muốn sự thật và công lý.
Cô có bằng cử nhân Kế toán của Đại học Malawi, Đại học Bách khoa. Cô kết hôn với Austin Muluzi. Cô là con dâu của cựu Tổng thống Malawi Bakili Muluzi.